# Gurtnellen
Gurtnellen ist eine Einwohnergemeinde im Schweizer Kanton Uri.

## Geographie
Gurtnellen gehört zum Urner Oberland und liegt im oberen Teil des Urner Reusstals. Die grossflächige Gemeinde umfasst auch mehrere Nebentäler. Gorneren ist ein linksseitiges Nebental des Reusstals und wird vom Gornerbach entwässert. Das Fellital liegt auf der rechten Seite der Reuss und wird vom Fellibach durchflossen. Über die Fellilücke gelangt man auf die Oberalp von Andermatt und zum Oberalppass.
Im Gemeindegebiet gibt es zahlreichen Ortsteile und Weiler. Gurtnellen-Dorf (935 m ü. M.) liegt am linksseitigen Berghang, mit den darüber anschliessenden Weilern Obergurtnellen, Richligen und Ruepelingen. 1,5 km südlich das Dorfkerns liegt an der Reuss Gurtnellen-Wiler (741 m ü. M.) mit dem Bahnhof an der Gotthardbahn und der Dorfschule. Zwischen den genannten Dorfteilen liegt der Weiler Stalden (875 m ü. M.). Am rechten Ufer der Reuss, 2 km nordöstlich des Dorfs, liegt der Weiler Meitschlingen (648 m ü. M.), weitere anderthalb Kilometer talabwärts der Ortsteil Intschi (657 m ü. M.). Am linken Talhang liegt auf einer hoch gelegenen Terrasse die Siedlung Arni, die in Vorderarni und Hinterarni aufgeteilt ist. Zwischen Hinterarni und Torli befindet sich auf 1370 m ü. M. der Arnisee. Im nördlichen Abschnitt des Gemeindegebiets liegen am schmalen Uferstreifen neben der Reuss die Weiler Butzen, Buechen und Rüti.
1,3 % der Gemeindefläche sind Siedlungsgebiet. Auch die Landwirtschaftsfläche ist mit einem Anteil von 11,9 % gering. Der Grossteil ist von Wald und Gehölz (25,1 %) bedeckt oder unproduktives Gebiet (Gebirge; 61,7 %).
Gurtnellen grenzt im Norden an Erstfeld, im Osten in der Reuss an Silenen, im Südosten an die Bündner Gemeinde Tujetsch, im Süden an Andermatt und Göschenen und im Westen an Wassen.

Historisches Luftbild aus 1600 m von Walter Mittelholzer von 1931

## Bevölkerung
| Bevölkerungsentwicklung | Bevölkerungsentwicklung |
| Jahr                    | Einwohner               |
| ----------------------- | ----------------------- |
| 1837                    | 615                     |
| 1850                    | 675                     |
| 1880                    | 1541                    |
| 1888                    | 747                     |
| 1900                    | 1112                    |
| 1920                    | 1631                    |
| 1930                    | 1078                    |
| 1941                    | 1152                    |
| 1970                    | 1048                    |
| 2000                    | 631                     |
| 2005                    | 640                     |
| 2010                    | 627                     |
| 2016                    | 563                     |

### Sprachen
Die einheimische Bevölkerung spricht eine hochalemannische Mundart. Bei der letzten Volkszählung im Jahr 2000 gaben 97,31 % Deutsch, 1,58 % Portugiesisch und 0,48 % Französisch als Muttersprache/Hauptsprache an.

### Religionen – Konfessionen
Die Bevölkerung war früher vollumfänglich Mitglied der römisch-katholischen Kirche. Die Konfessionsverhältnisse im Jahr 2000 zeigen immer noch die ursprünglichen Strukturen an. 575 Personen (91,13 %) waren katholisch, 2,22 % evangelisch-reformierte Christen und 1,74 % Konfessionslose. 27 Personen (4,28 %) machten keine Angaben zu ihrem Glaubensbekenntnis.

### Herkunft – Staatsangehörigkeit
Von den 643 Bewohnern Ende 2005 waren 620 (96,88 %) Schweizer Staatsbürger. Die wenigen Zugewanderten stammten aus Südeuropa (Portugal und Italien), Mitteleuropa (Frankreich, Österreich, Liechtenstein) sowie aus Sri Lanka.

## Politik

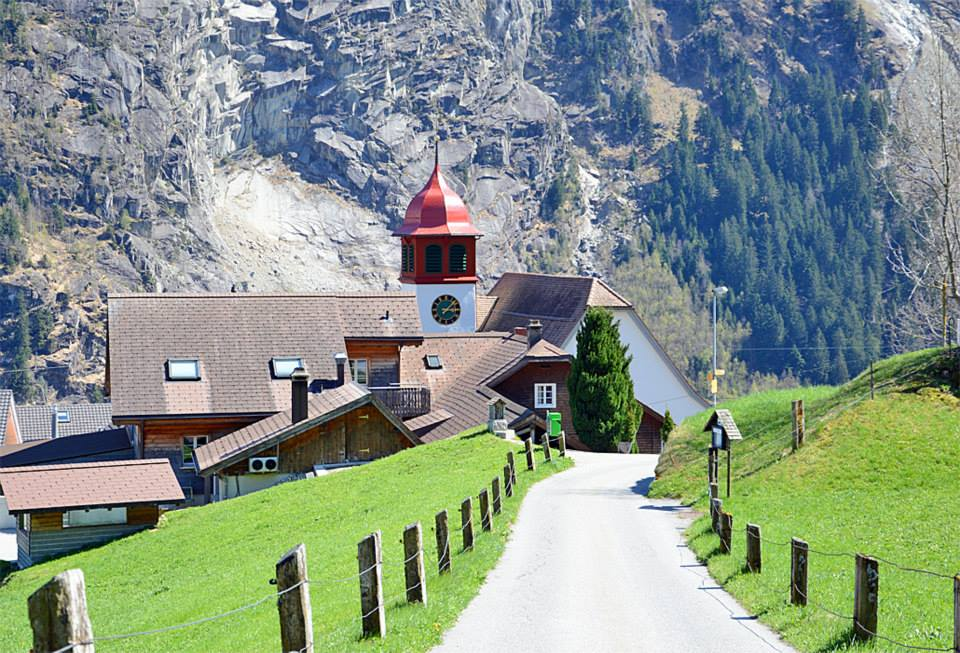
Gurtnellen Dorf

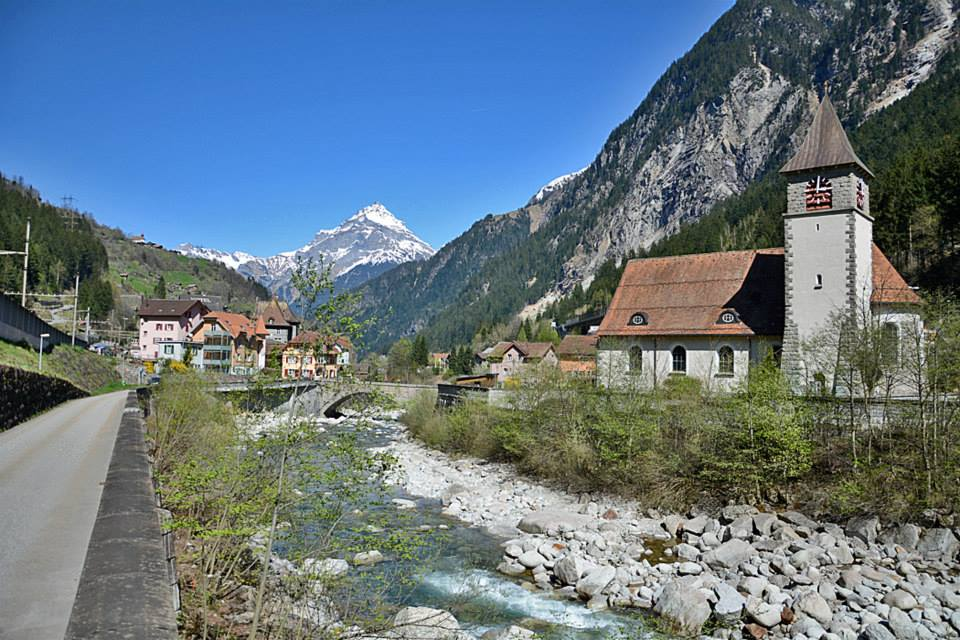
Gurtnellen Wiler an der Reuss

### Legislative
Die Gemeindeversammlung ist die Legislative. Sie tritt mindestens einmal jährlich zusammen.

### Exekutive
Der fünfköpfige Gemeinderat bildet die Exekutive. Er ist nebenamtlich tätig. Der derzeitige Gemeindepräsident Karl Walker-Bregar folgte auf  Beat Jörg, der seit 2012 Urner Regierungsrat ist (Stand 2017).

## Wirtschaft
Die Gemeinde ist bis heute stark landwirtschaftlich geprägt. Im Jahr 2000 gab es 44 Landwirtschaftsbetriebe, die 107 Personen beschäftigten. Auf der Anhöhe Grossgand, im Tal Leitschach, mit der Intschialp unter dem Schindlachtal, am Geissberg unter dem Witenstock, im Tal Gorneren, am Westhang des Bristen und im Fellital zählt Gurtnellen zahlreiche Alpwirtschaftsflächen und Hochweiden.
Im Jahr 2001 zählten Industrie und Gewerbe 5 Arbeitsstätten mit 73 Beschäftigten, der Dienstleistungsbereich 28 Betriebe und 148 Beschäftigte.
Die Gemeinde Gurtnellen ist regelmässig auf finanzielle Unterstützung vom Kanton Uri oder von Gemeinden aus andern Kantonen angewiesen. Im Jahr 2002 unterstützte zum Beispiel die Stadt Zürich die Gemeinde Gurtnellen mit einer Subvention von 100'000 Franken für die Sanierung des Kreisschulhauses. Im Jahr 2007 erhielt Gurtnellen vom Kanton Uri eine ausserordentliche Unterstützung von 500'000 Franken für die Sanierung der Gemeindefinanzen.
Von den im Jahr 2000 268 erwerbstätigen Personen in Gurtnellen arbeiteten 143 (53,36 %) in der eigenen Gemeinde. Die 125 Wegpendler verrichten ihre Arbeit in anderen Gemeinden des Kantons. Darunter 46 Personen in Altdorf, 16 in Erstfeld, 14 in Wassen und 12 in Silenen. Es gab aber auch 100 Zupendler. Diese kamen hauptsächlich aus Silenen (28 Personen), Altdorf (27), Schattdorf (15) und Bürglen UR (10).

### Tourismus
Der Fremdenverkehr betrifft neben den Passanten auf der Kantonsstrasse vor allem Besucher der Talterrasse am Arnisee, Wanderer und Bergsteiger. Oberhalb von Arni liegt die Sunniggrathütte, unter dem Krönten-Massiv die Leutschachhütte des SAC, am Wichelhorn die Schindlachtalhütte und im Fellital die Etzlihütte des SAC.

### Verkehr

Schutzbauten für die Gotthardbahn vor dem Häggriger-Lawinenzug bei Gurtnellen, Foto 1914

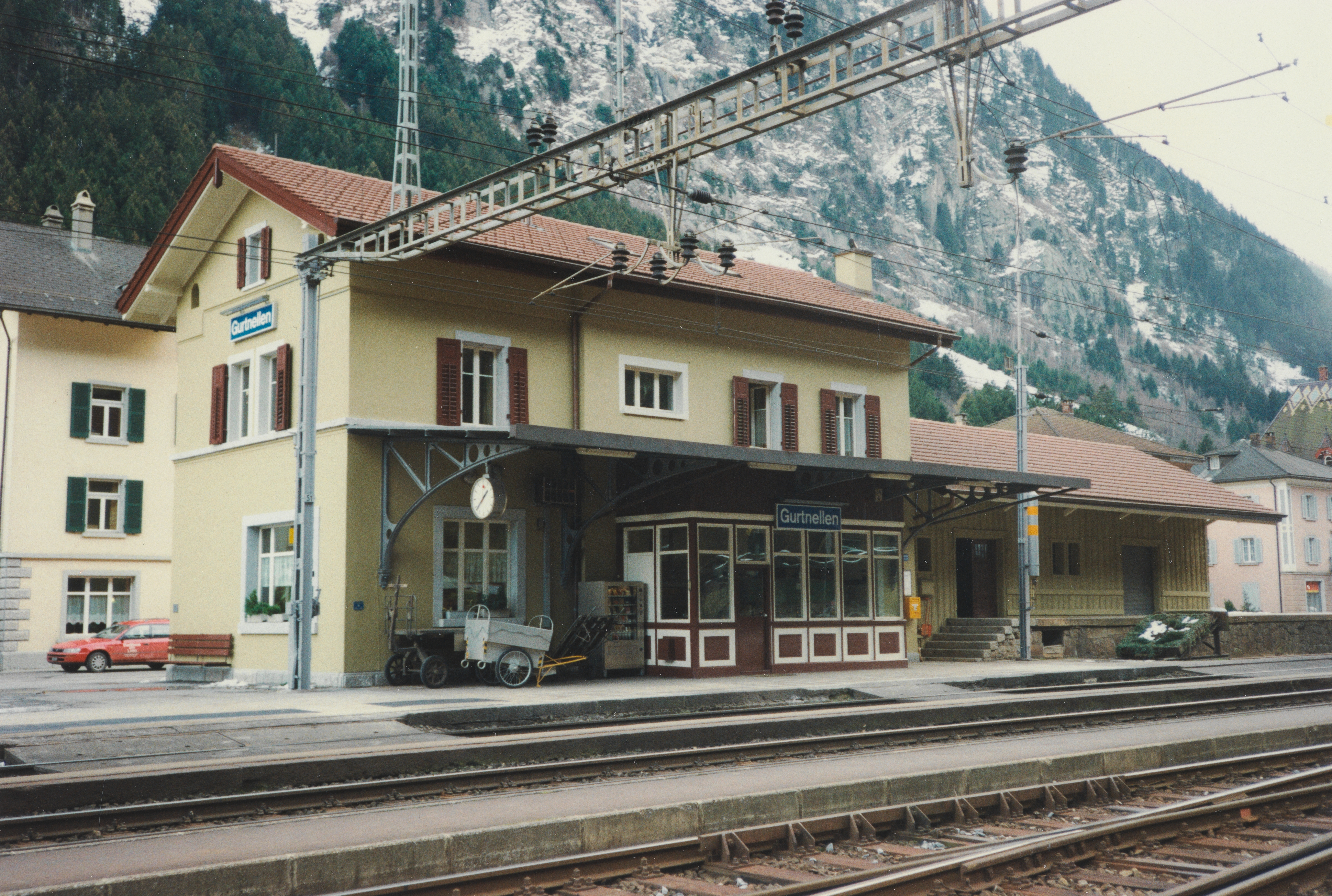
Bahnhof Gurtnellen (1995)

Die Gemeinde ist mit den Linien 1 (Flüelen – Göschenen) und 6 (Gurtnellen-Wiler – Gurtnellen-Dorf) der Auto AG Uri für den öffentlichen Verkehr erschlossen.
Seit die Schweizerischen Bundesbahnen den Regionalverkehr zwischen Erstfeld und Göschenen 1994 an die Auto AG Uri abgetreten haben, werden die Bahnhöfe in Intschi und Gurtnellen nicht mehr bedient. Ausnahmsweise hielten nach einem Bergsturz am 31. Mai 2006, als die Autobahn A2 wie auch die Kantonsstrasse geschlossen werden mussten, während der Reparaturarbeiten alle InterRegio-Züge und ein EuroCity in Gurtnellen, um die Verkehrsverbindung der Ortschaft aufrechtzuerhalten.
Motorfahrzeuge erreichen Gurtnellen von der Ausfahrt Amsteg der Autobahn A2 über die alte Kantonsstrasse (Hauptstrasse 2).
Zwei Luftseilbahnen erschliessen das Arni von Amsteg und Intschi aus.

## Geschichte
Keltoromanische und alemannische Flur- und Siedlungsnamen deuten auf eine frühe Besiedlung hin. Im frühen Mittelalter besass die Fraumünsterabtei Zürich grösseren Landbesitz in der Gemeinde. Spätestens ab 1688 war die Gemeinde eine Einheit, da sie eigene Dorfvögte erhielt. Wegen seiner Lage an der Gotthardroute waren in den Zeiten der Helvetischen Republik von 1798 bis 1800 französische Truppen in der Gemeinde stationiert.

## Schulen
In Gurtnellen-Dorf und Gurtnellen-Wiler gibt es Kindergarten und Primarschule. Gurtnellen-Wiler ist das Schulzentrum für die Oberstufe (ab 7. Schuljahr) als Unterrichtsort der Kreisschule Urner Oberland (Gemeinden Gurtnellen, Wassen und Göschenen).

## Sehenswürdigkeiten

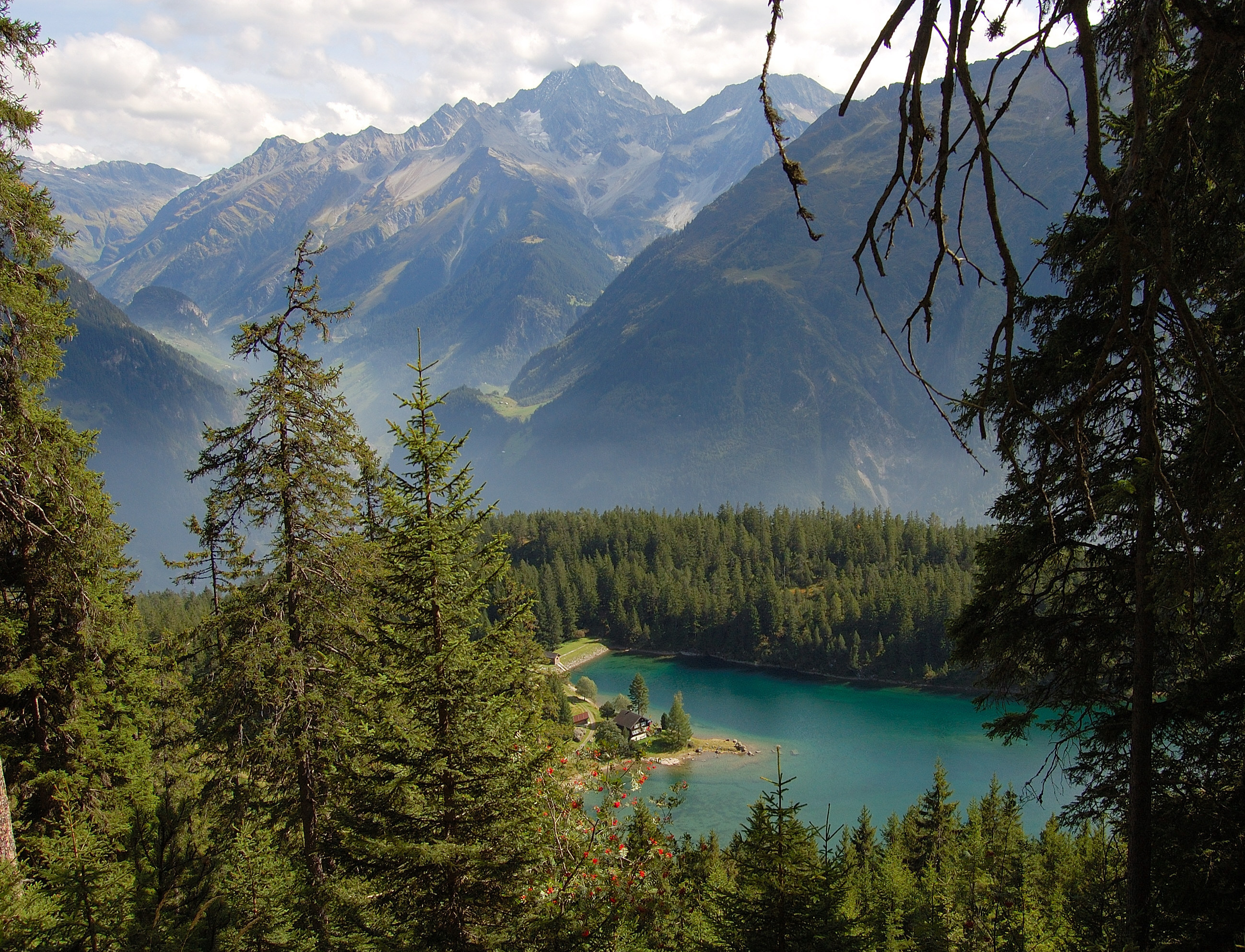
Arnisee

- Kirche St. Michael (erbaut 1785) in Gurtnellen-Dorf
- Kirche St. Joseph in Gurtnellen-Wiler
- Kapelle St. Anna (erbaut 1661) in Gurtnellen-Wiler
- Arnisee (mit Seilbahn zu erreichen)

## Sonstiges
Am 31. Mai 2006 kam es bei Gurtnellen zu einem Felssturz, der zwei Menschenleben forderte. Daraufhin wurde am 23. Juni ein absturzgefährdeter Felskopf oberhalb der A2 bei Gurtnellen um 11 Uhr gesprengt.